# サブマリン (映画)
『サブマリン』（英: Submarine）は、2010年に製作された、イギリスの映画。
第24回東京国際映画祭ではWORLD CINEMA部門で上映された。その後、2013年12月に新宿シネマカリテにてDVDによる限定レイトショー公開が行われた。

## ストーリー
自分が死んだと仮定し、みんなのリアクションを妄想して楽しんだりしてしまう風変わりで思春期真っ只中の15歳の少年オリバー・テイトが恋をしたのはクラスのこれまた風変わりな女の子ジョーダナ。
ジョーダナとのキスや初体験など誰でも経験する甘酸っぱい体験。
大好きなパパとママの間に割り込んできたお隣に住むママの元彼の存在も出て来て、オリバーはパパとママの離婚を阻止すべく孤軍奮闘するのであった。
恋愛・妄想・失恋・家族・思春期故の多数の悩みがオリバーを悩ませそして成長させていく物語である。

## キャスト
- クレイグ・ロバーツ
- ヤスミン・ペイジ
- サリー・ホーキンス
- パディ・コンシダイン
- ノア・テイラー
- ジェンマ・チャン